# LG-Baureihe ER20
Als Baureihe ER20 CF bezeichnet die litauische Gütereisenbahn LTG Cargo ihre Variante der Siemens-EuroRunner-Familie von dieselelektrischen Lokomotiven mit Drehstromantriebstechnik, die zur Beförderung von schweren Güterzügen gefertigt wurde.

## Geschichte
Die damalige LG bestellte im Juli 2005 bei Siemens die Lokomotiven in einer Anzahl von 34 Stück und erteilte gleichzeitig eine Option über weitere 10 Exemplare. Die Auslieferung der Fahrzeuge begann im Sommer 2007 und war im Frühjahr 2009 abgeschlossen. Die Option wurde eingelöst. Die Lokomotiven wurden im Siemens Lokomotivenwerk in München-Allach, dem früheren Krauss-Maffei-Stammwerk, hergestellt und auf Hilfsdrehgestellen zum Fährhafen Mukran überführt.

## Technische Merkmale
Bei der ER20 CF handelt es sich dabei um konzeptionelle Weiterführung der ER20 BF.

### Mechanischer Teil
Der selbsttragende Wagenkasten ist in Differentialbauweise aufgebaut und besteht aus den Hauptbaugruppen Untergestell, den zwei Führerhäusern und den beiden Seitenwänden. Das Untergestell wiederum besteht aus zwei Kopfstücken, zwei Außenlangträgern und zwei Mittenlangträgern, die mit vier Querträgern an den Drehgestellen und am Dieselmotor verbunden sind. Die Seitenwände sind im Bereich der Lüftungsgitter aus einem Gitterfachwerk aus Stahlprofilen, ansonsten aus einer verrippte Blechstruktur aufgebaut. Zwei angeschraubte Schottwände unterteilen den Maschinenraum in drei Räume, den Elektroraum, den Dieselmotorraum und den Kühlerraum. Der Boden, die Seitenwände und die Rückwand der Führerhäuser sind Teil des geschweißten Wagenkastens. An der Vorderseite der Führerhäuser befindet sich ein Montageflansch für das Frontend. Das Frontend ist ein eigenes Fertigmodul in das der Führertisch integriert ist und welches in der Endmontage mit dem Kasten verbunden wird. Dieses neue Frontend-Konzept wurde erstmals bei der ER20 CF umgesetzt und wurde auch bei der parallel entwickelten neuen EuroSprinter-Familie so umgesetzt.
Im Maschinenraum sind die Gerüste und Komponenten mittig angeordnet, sodass die Lokomotive zwei Seitengänge hat. Die Lokomotive ist mit einem 16-Zylinder-Dieselmotor vom Typ 16 V 4000 R41 von MTU Friedrichshafen mit Common-Rail-Einspritzung, Turboaufladung und Ladeluftkühlung ausgerüstet. Dieser leistet 2000 kW bei einer Drehzahl von 1800/min. Der Motor treibt den angeflanschten Drehstrom-Synchrongenerator an. Über dem Dieselmotor ist der Abgasschalldämpfer untergebracht. Der Dieselmotor wird durch eine Kühlanlage mit einem hydrostatisch angetriebenen Lüfter gekühlt. Der Kraftstofftank hängt unterflur zwischen den beiden Drehgestellen.
Die beiden dreiachsigen Drehgestelle sind als vollständig geschweißte, geschlossene Rahmenkonstruktion ausgeführt. Die beiden Drehgestell-Langträger haben keine Kröpfung und sind über vier Querträger verbunden. Im Unterschied zu den anderen Lokomotiven der EuroRunner-Familie werden zur Übertragung der Zug- und Bremskräfte zwischen Drehgestell und Wagenkasten Zug-Druck-Stangen verwendet. Diese sind an einem Ende an den massiver ausgeführten Drehgestell-Hauptquerträger, welcher im Drehgestell zwischen dem äußeren und dem mittleren Radsatz angeordnet ist, und am anderen Ende mit dem Kopfquerträger des Untergestells verbunden. Diese Anordnung wurde aufgrund des unterflur angebrachten Kraftstofftanks gewählt. Der Wagenkasten stützt sich mit insgesamt zwölf Flexicoil-Schraubenfedern auf die Drehgestelle ab, welche immer zu Dritt, längs zur Fahrtrichtung angeordnet sind. Der Antrieb erfolgt über einen Ritzelhohlwellenantrieb. Die Fahrmotoren sind je Drehgestell gleichsinnig angeordnet und an den Querträgern federnd gelagert, während das Getriebegehäuse mit Ritzel und Großrad ungefedert auf der Radsatzwelle sitzt. Auf der Motorseite sind die Getriebe über eine Drehmomentstütze mit dem Drehgestellrahmen verbunden. Die Primärfederung zwischen Drehgestellrahmen und Radsatzlagergehäuse erfolgt je Fahrzeugseite über zwei kurze Schraubenfedern mit Dämpfern. Die Übertragung der Längskräfte erfolgt über horizontale Radsatzlenker. An den Querträgern sind die Bremszangen und an den Radscheiben die Bremsscheiben der Scheibenbremsen angebracht.

### Elektrischer Teil
Der vom Dieselmotor angetriebene, eigenbelüftete, fremderregte Synchrongenerator erzeugt einen Dreiphasen-Wechselstrom, welcher über eine ungesteuerte Gleichrichterbrücke in einen Gleichspannungszwischenkreis eingespeist wird. Aus diesem werden die beiden Pulswechselrichter gespeist, welche für die zwei Drehstrom-Asynchronmotoren eines Drehgestells einen frequenz- und spannungsvariablen Drehstrom erzeugen. Ebenfalls aus dem Zwischenkreis wird der Hilfsbetriebeumrichter gespeist, welcher die Hilfsbetriebe der Lokomotive mit 440 V bei 60 Hz Dreiphasenwechselspannung versorgt.
Beim Einsatz der dynamischen Bremsen schalten die Fahrmotoren in den Generatorbetrieb und erzeugen elektrischen Strom, welcher von den Pulswechselrichtern gleichgerichtet und in den Zwischenkreis eingespeist wird. Mit Hilfe von zwei Bremsstellern wird die Leistung der aus dem Zwischenkreis gespeisten zwei Bremswiderstände gesteuert. Die Bremswiderstände sind in Turmbauform ausgeführt. Durch die Einspeisung in den Zwischenkreis können im Bremsbetrieb auch die Hilfsbetriebe ohne den Dieselmotor versorgt werden, wodurch Kraftstoff gespart werden kann.
Die Lokomotive hat zwei getrennte 24 V-Kreise für die Verbraucher und den Anlasser. Über den Hilfsbetriebeumrichter wird auch das Batterieladegerät versorgt. Die zum Anlassen des Dieselmotors benötigte elektrische Energie wird in Doppelschichtkondensatoren, sogenannte Ultra-Cups, gespeichert.
Die Leittechnik der Lokomotive beruht auf dem Sibas 32 System und besteht aus den Hauptkomponenten Zentral-Steuergerät (ZSG), Antriebs-Steuergerät (ASG) und dem Brems-Steuergerät (BSG). Die Datenkommunikation zwischen den Komponenten erfolgt über den Fahrzeugbus MVB sowie innerhalb des Zugverbandes über den Zugbus WTB. Die Lokomotive ist mit der Sowjetunion stammenden Zugbeeinflussungssystem KLUB-U ausgestattet. Auf dem Dach befindet sich die ca. acht Meter lange Kurzwellenantenne für den Zugfunk vom Typ RWS.

## Einsatz
Die Lokomotiven werden vor schweren Güterzügen im Korridorverkehr zwischen Russland und den Ostseehäfen Klaipėda und Kaliningrad eingesetzt. In Doppeltraktion eingesetzt, können diese Lokomotiven Zugmassen von bis zu 6.000 Tonnen ziehen.